# Lothar Hoffmann
Lothar Hoffmann (* 23. Oktober 1928 in Borsdorf bei Leipzig) ist ein deutscher Sprachwissenschaftler mit dem Schwerpunkt Angewandte Linguistik, der die Fachsprachenforschung international geprägt hat.

## Leben und Wirken
Nach dem Abschluss der Oberschule im Jahr 1944 wurde Lothar Hoffmann im Zweiten Weltkrieg eingesetzt, nach dessen Ende er 1945 bis 1946 in englische Kriegsgefangenschaft kam. Im Anschluss an seine Freilassung legte er sein Abitur ab. Von 1947 bis 1952 studierte er Slawistik und Anglistik an der Universität Leipzig. Danach war er von 1952 bis 1965 als Lektor für Russisch an der Abteilung Sprachunterricht der Philosophischen Fakultät der Universität Leipzig angestellt. Er promovierte 1954 zum Dr. phil. in Slawistik an der inzwischen in Karl-Marx-Universität Leipzig umbenannten Hochschule mit der Arbeit „Die slavischen Flurnamen im Kreis Löbau“. Von 1965 bis 1967 war Hoffmann Dozent für Angewandte Sprachwissenschaft an der Philosophischen Fakultät der Karl-Marx-Universität Leipzig. Seine Habilitation für Angewandte Sprachwissenschaft, Titel der unveröffentlichten Arbeit „Zur maschinellen Analyse der statistischen Struktur wissenschaftlicher Texte. Lexik und Morphologie des Russischen“, erfolgte im Jahr 1966. In den folgenden zwei Jahren war er Professor mit Lehrstuhl für Angewandte Sprachwissenschaft an der Philosophischen Fakultät der Karl-Marx-Universität Leipzig. Von 1969 bis 1975 war Hoffmann ordentlicher Professor für Angewandte Sprachwissenschaft an der Sektion Theoretische und Angewandte Sprachwissenschaft der Karl-Marx-Universität Leipzig und von 1975 bis 1990 ordentlicher Professor für Angewandte Sprachwissenschaft an der Sektion Fremdsprachen der Karl-Marx-Universität Leipzig. Nach der Wende war er von 1990 bis 1992 ordentlicher Professor für Angewandte Sprachwissenschaft an der Fakultät für Kultur-, Sprach- und Erziehungswissenschaft der wieder in Universität Leipzig umbenannten Hochschule.
Lothar Hoffmann forschte schwerpunktmäßig in den Bereichen Fachsprachenforschung sowie Fachkommunikation. Er hat die internationale Fachsprachenforschung wie kaum ein anderer geprägt. Er verstand die Fachsprache nicht nur dem damals verbreiteten Standpunkt entsprechend als Fachlexik, sondern betrachtete sie „mit all [ihren] Erscheinungsformen und Funktionen in einem umfassenden kommunikativen Zusammenhang.“ Seine 1976 gegebene Definition von Fachsprache:

„Fachsprache, das ist die Gesamtheit aller sprachlichen Mittel, die in einem fachlich begrenzbaren Kommunikationsbereich verwendet werden, um die Verständigung zwischen den in diesem Bereich tätigen Menschen zu gewährleisten.“

wurde jahrzehntelang von vielen Forschern der Angewandten Sprachwissenschaft als Grundlage für ihre Untersuchungen genutzt. Zwar findet sie noch immer Anwendung, jedoch wird sie seit längerer Zeit wegen der Trennung von Fachsprache und Allgemeinsprache und der „stark thematisch orientierten „Fach“-Auffassung“ kritisiert.

## Weitere Funktionen
- 1963–1983 stellvertretender Vorsitzender des Wissenschaftlichen Beirats für Fremdsprachen beim Ministerium für das Hoch- und Fachschulwesen der DDR
- 1965–1969 Direktor des Instituts für Fremdsprachen der Karl-Marx-Universität Leipzig
- 1969–1971 Stellvertretender Direktor für Erziehung und Ausbildung an der Sektion Theoretische und Angewandte Sprachwissenschaft der Karl-Marx-Universität Leipzig
- 1971–1975 Leiter des Wissenschaftsgebiets Fachsprachen an der Sektion Theoretische und Angewandte Sprachwissenschaft der Karl-Marx-Universität Leipzig
- 1975–1980 stellvertretender Direktor für Forschung an der Sektion Fremdsprachen der Karl-Marx-Universität Leipzig
- 1980–1983 Direktor der Sektion Fremdsprachen der Karl-Marx-Universität Leipzig

## Mitgliedschaften
- 1955–1959 Mitglied der Fachkommission Russisch beim Staatssekretariat für Hoch- und Fachschulwesen der DDR
- 1973–1989 Mitglied der Internationalen Assoziation der Lehrer für russische Sprache und Literatur
- 1978–1983 Mitglied der Association Internationale de Linguistique Appliquée (AILA)
- 1980–1983 Mitglied im Nationalkomitee für Sprachwissenschaft bei der Akademie der Wissenschaften der DDR zu Berlin

## Auszeichnungen
- 1963 Ehrennadel der Karl-Marx-Universität Leipzig
- 1967 Ehrennadel der Nationalen Taras-Schewtschenko-Universität Kiew
- 1988 Gustav-Hertz-Preis der Karl-Marx-Universität Leipzig
- 2006 Eugen-Wüster-Sonderpreis des International Information Centre for Terminology (Infoterm) Wien

## Publikationen (Auswahl)
- Lothar Hoffmann / Olga Kusnezowa: Wir lernen Russisch sprechen. Ein Taschenlehrbuch. 2 Bände, Verlag Sprache und Literatur, Halle/Saale, 1960/62.
- Lothar Hoffmann: Zur maschinellen Analyse der statistischen Struktur wissenschaftlicher Texte. Lexik und Morphologie des Russischen. Habilitationsschrift, Leipzig, 1966, unveröffentlicht.
- Lothar Hoffmann: Kommunikationsmittel Fachsprach. Eine Einführung. Akademie-Verlag, Berlin, 3. Aufl. 1976–1987.
- Lothar Hoffmann: Fachsprachen – Instrument und Objekt. VEB Verlag Enzyklopädie, Leipzig, 1987.
- Lothar Hoffmann: Vom Fachwort zum Fachtext. Beiträge zur angewandten Linguistik. Narr, Tübingen, 1988.
- Lothar Hoffmann (Hrsg.): Fachsprachen und Sprachstatistik. Akademie-Verlag, Berlin, 1975.
- Lothar Hoffmann (Hrsg.): Sprache in Wissenschaft und Technik. Ein Sammelband. Verlag Enzyklopädie Berlin, 1978.
- Lothar Hoffmann (Hrsg.) Empfehlung – Standard – Norm. Beiträge zur Rationalisierung in der Fachkommunikation. VEB Verlag Enzyklopädie, Leipzig, 1990.
- Lothar Hoffmann / Hartwig Kalverkämpfer / Herbert Ernst Wiegand in Verbindung mit Christian Galinski / Werner Hüllen (Hrsg.): Fachsprachen / Languages for Special Purposes: Ein internationales Handbuch zur Fachsprachenforschung und Terminologiewissenschaft / An International Handbook of Special Languages and Terminology Research. de Gruyter, New York, Berlin, 1998.